# Анђео чувар (филм)
Анђео чувар је југословенски филм из 1987. године. Режирао га је Горан Паскаљевић, који је написао и сценарио.

## Радња
Истинита прича о савременој европској трговини робљем. Новинар креће трагом једног дечака да би успут открио лице и наличје живота југословенских Рома. Пут га води у Италију где се налазе главни организатори трговине децом. И сам долази у ситуацију да мора да интервенише како би дечака извукао из руку мафије. По повратку у Циган-малу, њега стиже освета припадника организованог криминала. Појединац је ипак немоћан да се успешно супротстави подземљу.

## Улоге
| Глумац             | Улога          |
| ------------------ | -------------- |
| Љубиша Самарџић    | Драган         |
| Јакуп Амзић        | Шајин Саитовић |
| Неда Арнерић       | Мила           |
| Шабан Бајрамовић   | Шајинов отац   |
| Есмералда Аметовић |                |
| Раде Дервишевић    |                |
| Трајко Домировић   |                |
| Гордана Јовановић  |                |
| Галијано Пахор     | шеф полиције   |
| Нејаз-Маша Пашић   |                |
| Трајко Саитовић    |                |
| Ратко Милетић      |                |